# Хожателев, Виталий
Виталий Хожателев (узб. Vitaliy Xojhatelev, 12 августа 1967) — узбекистанский легкоатлет, выступающий в метании молота. Участвовал в летних Олимпийских играх 1996 и 2000 годов. Бронзовый призёр чемпионата Азии 1995 года.

## Биография
Виталий Хожателев родился 12 августа 1967 года.
Занимался метанием молота под руководством известного в Узбекистане тренера Андрея Ларина. Преодолел 70-метровую отметку, ещё будучи школьником — отправил 6-килограммовый молот на 72,85 метра.
В 1988 году побил державшийся 25 лет рекорд Узбекской ССР, принадлежавший Эгону Андрису, метнув молот на 69,80 метра. Неоднократно выигрывал чемпионат Узбекистана и легкоатлетические матчи республик Средней Азии и Казахстана.
В 1995 году стал бронзовым призёром чемпионата Азии по лёгкой атлетике, проходившего в Джакарте. Хожателев показал результат 68,22 метра, уступив китайцу Би Чжуну (70,30) и японцу Кодзи Мурофуси (69,24).
В том же году участвовал в чемпионате мира в Гётеборге, но не смог преодолеть квалификационный этап, показав результат 66,46 метра: на 8 метров меньше, чем у худшего из попавших в финал — украинца Александра Крикуна.
В 1996 году вошёл в состав сборной Узбекистана на летних Олимпийских играх в Атланте. В единственной удачной из трёх попыток в квалификации метнул молот на 64,52 метра, показав худший результат и заняв 36-е место.
В 2000 году вошёл в состав сборной Узбекистана на летних Олимпийских играх в Сиднее. В квалификации показал результат 65,04 метра и занял 42-е место, опередив только товарища по сборной Виктора Устинова (60,60).
В 1998 году занял 4-е место на летних Азиатских играх в Бангкоке (67,86). Результат бронзового призёра Николая Давыдова из Кыргызстана оказался лучше всего на 24 сантиметра.
В 1999 году родился сын.
Мастер спорта Узбекистана.

## Личный рекорд
- Метание молота — 75,62 (15 июня 2000, Ташкент)[3]